# Bogdănița (okręg Vaslui)
Bogdănița – wieś w Rumunii, w okręgu Vaslui, w gminie Bogdănița. W 2011 roku liczyła 130 mieszkańców.